# 대한이, 민국씨
"대한이, 민국씨"는 2008년에 개봉한 대한민국의 코미디 영화이다.

## 캐스팅
- 최성국 : 김대한 역
- 공형진 : 김민국 역
- 최정원 : 지은 역
- 윤제문 : 박 형사 역
- 김중기 : 관장 역
- 최기훈 : 정 일병 역
- 박창익 : 어린 대한 역
- 이동호 : 어린 민국 역
- 홍성숙 : 어린 대한 모 역
- 이라혜 : 어린 지은 역
- 신철진 : 조 순경 역
- 김민교 : 최 순경 역
- 박진우 : 선임 위병 역
- 이철희 : 위병 역
- 김기천 : 중년남 역
- 황인보 : 말년병장 역
- 송요셉 : 권투선수 역
- 김태수 : 멀끔남 역
- 허기호 : 사령관 역
- 김성오 : 험상궂은놈 역
- 채희재 : 관원 1 역
- 박영서 : 건달 1 역
- 탁트인 : 건달 2 역
- 방은희 : 식당 누나 역
- 정기섭 : 최 형사 역
- 조미령 : 미용실 언니 역
- 최보광 : 아이 엄마 역
- 이한위 : 정 사장 역 (특별출연)
- 최현미 : 지은 모 역 (특별출연)